# Post town
Die Post town ist ein erforderlicher Bestandteil aller Postanschriften im Vereinigten Königreich und eine zentrale Einheit des Postzustellsystems in Ergänzung zur alphanumerischen Postleitzahl. Die Angabe der korrekten post town in der Anschrift erhöht die Zustellgeschwindigkeit von Briefen und Paketen, da das Post-town-System üblicherweise mit den Verteilämtern der Post korrespondiert. Die Hauptfunktion der post town besteht allerdings darin, bei Adressen ohne Postleitzahl zwischen Ort und Straße zu unterscheiden.
Im System der Royal Mail gibt es rund 1500 post towns. Jede post town gehört zu einem, manchmal auch mehreren übergeordneten Postdistrikten und kann andererseits zahlreiche Städte und Dörfer umfassen. Die Grenzen der post towns korrespondieren selten mit den Verwaltungsgrenzen, das System führt hingegen oft Orte zusammen, die ansonsten wenig miteinander zu tun haben. 
Auch das Zusammenwirken von post town und Postleitzahl ist nicht eindeutig. Normalerweise gehört ein postcode sector zu genau einer post town, es gibt aber auch Beispiele, in denen dies nicht der Fall ist: So existieren Postleitzahlen des Sektors EH14 5 in den post towns Juniper Green, Currie and Balerno (wobei Balerno darüber hinaus Postleitzahlen im Sektor EH14 7 hat).